# 2005年勁歌金曲優秀選第三回得獎名單
2005勁歌金曲優秀選第三回於2005年12月17日晚上在將軍澳工業邨電視廣播城舉行，由崔建邦主持，並由無綫電視之翡翠台作現場直播。全晚頒發十二首得獎歌曲。

## 得獎名單

### 優秀選得獎歌曲（按頒發次序排序）
- 聽聽 - 陳奕迅
- 大風吹 - 許志安
- 救生圈 - Twins
- 風流 - 陳小春
- 勞斯．萊斯 - 何韻詩
- 二等天使 - 劉浩龍
- 天才與白痴 - 古巨基
- 瞬間看地球 - 陳苑淇
- 天之驕女 - 容祖兒
- 郎來了 - 楊千嬅
- 達明一派對 - 達明一派
- 情非首爾 - 李克勤

### 最受歡迎華語歌曲獎
- 愛情飛走了 - 林　苑

### 最受歡迎廣告歌曲獎
- 聽聽 - 陳奕迅

### 新人薦場飈升獎
- 關智斌
- Krusty
- 側　田